# Moto Guzzi S-serie
De Moto Guzzi S-serie is een serie motorfietsen die door Moto Guzzi geproduceerd werd van 1934 tot 1940. Ze bestond uit twee modellen, de Moto Guzzi S en de Moto Guzzi GTS, die als goedkoop vervoer voor woon-werkverkeer bedoeld waren. Bovendien waren er meer behoudende klanten, die waarde hechtten aan een laag brandstofverbruik en een betrouwbare constructie.

## Voorgeschiedenis
Moto Guzzi was al in 1921 begonnen met de productie van 500 cc motorfietsen met een kop/zijklepmotor, maar anders dan bij de meeste merken was de uitlaatklep als kopklep en de inlaatklep als zijklep uitgevoerd. Dat had Carlo Guzzi gedaan omdat zijn motorfietsen een liggende cilinder hadden, en de hete uitlaatklep op die manier maximaal profiteerde van de rijwindkoeling. In de jaren dertig was men al begonnen met de productie van "volksmotorfietsen", enerzijds omdat er in de crisisjaren behoefte aan betaalbaar vervoer was, anderzijds omdat Benito Mussolini er op aandrong dat zo veel mogelijk mensen gemotoriseerd transport kregen. Daardoor waren de 250 cc P-modellen ontstaan. In de jaren dertig produceerde Moto Guzzi de Sport 15, die nog aangedreven werd door de kop/zijklepmotor, maar in 1934 begon men ook met de "V-motor", die zijn naam (Valvole) dankte aan zijn kopkleppen. Die machines hadden een verbeterde versnellingsbak en een gewijzigd rijwielgedeelte, waarbij de standaardmodellen V en W geen achtervering hadden, en de Gran Tursimo modellen GTV en GTW wél. Het was dan ook niet moeilijk om deze zaken te combineren: de motor van de Sport 15 en het frame uit de V-serie, al dan niet met achtervering. De eerste eenheden van Mussolini's Milizia della Strada werden ermee uitgerust.

## S
De Moto Guzzi S kreeg het frame van de Moto Guzzi V, zonder achtervering. De machine werd ook wel "S Rigida" (starre S) genoemd. De Moto Guzzi S kostte 6.700 lire en er werden er 4.004 van gebouwd. De machine stond ook model voor het militaire model "Alce".

### Motor
De motor van de Sport 15 was een blokmotor, waarbij motor en versnellingsbak een gezamenlijk carter en smeersysteem hadden. De kopklep werd bediend door een stoterstang en een tuimelaar. De inlaatklep werd door een eenvoudige klepstoter aangestuurd. De gietijzeren cilinder had koelribben in de lengte, in verband met de horizontale plaatsing. De zuiger had vier zuigerveren, aangevuld met nog eens twee olieschraapveren. Daardoor kon het olieverbruik binnen de perken blijven. Door de draairichting van de motor (achterstevoren) gooide de krukas de olie via spatsmering omhoog tegen de bovenkant van de cilinder in plaats van rechtstreeks terug in de oliepan. De zwaartekracht zorgde voor de smering van de rest van de cilinderwand. De machine had een olieterugvoerpomp, die rechts op het carter zat en de olie uit het carter terug voerde naar de olietank, die vlak onder de brandstoftank in de rijwind zat. Daardoor was nu een automatisch dry-sumpsysteem ontstaan. De brandstofvoorziening gebeurde door een Amac-semiautomatische schuifcarburateur en op het stuur zaten manettes voor het gas en de choke. De Sport 15 motor was de eerste waarbij de ronde drijfstang was vervangen door een I-profiel en het big-end had een kogellager, waardoor de smering veel beter werd.

### Aandrijflijn
Ook de aandrijflijn volgde voor Moto Guzzi bekende paden. Dankzij de blokmotor (met ingebouwde versnellingsbak) kon de primaire aandrijving met tandwielen geschieden, maar bij de nieuwe "V"-motoren waren dat exemplaren met een schuine vertanding, die minder lawaai produceerden en bovendien smaller uitgevoerd konden worden. In de primaire aandrijving zat ook een transmissiedemper. Er was een meervoudige natte platenkoppeling, een voetgeschakelde vierversnellingsbak met een pre-selector en een kettingaandrijving naar het achterwiel. Voor de "ouderwetse" klanten werd de machine ook met handschakeling geleverd. In dat geval bleef de getande schakelindicator waar de pook normaal in bewoog achterwege, want omdat de versnellingsbak voor voetschakeling gebouwd was, werd de pook door een veer steeds in dezelfde uitgangspositie gebracht.

### Rijwielgedeelte
De machines hadden nog steeds een dubbel wiegframe, maar het bestond uit aan elkaar geschroefde delen, zoals men geleerd had van de Quattro Cilindri racer en de Tre Cilindri toermotor. Daardoor was het sterker, maar kon ook de motor eenvoudiger ge(de)monteerd worden. Vanaf het zadel naar het onderframe liepen stalen platen. Het achterframe was een eenvoudige driehoeksconstructie. De voorvork was een gebruikelijke girdervork met één centrale veer en twee frictiedempers aan de zijkanten. De voorrem was nog steeds kleiner dan de achterrem: 177- tegen 200 mm.

## GTS
Dit was de "afgeveerde" versie, met het unieke veersysteem dat Moto Guzzi zelf had ontwikkeld. Het rijwielgedeelte kwam rechtstreeks van de Moto Guzzi GTV. Hierbij lagen twee schroefveren in kokers onder het motorblok, terwijl de demping geschiedde door frictiedempers naast het achterwiel. Dit waren Hartford-type dempers met schijven van metaal en kurk. De GTS kostte 7.700 lire en hier werden er 2.652 van geproduceerd.

## Technische gegevens
| Moto Guzzi             | S                                                | GTS                                              |
| ---------------------- | ------------------------------------------------ | ------------------------------------------------ |
| Periode                | 1934-1940                                        | 1934-1940                                        |
| Productieaantal        | 4.004                                            | 2,652                                            |
| Categorie              | Toermotor                                        | Toermotor                                        |
| Motortype              | Kop/zijklepmotor                                 | Kop/zijklepmotor                                 |
| Bouwwijze              | dwarsgeplaatste liggende eencilinder             | dwarsgeplaatste liggende eencilinder             |
| Cilinder               | Gietijzer                                        | Gietijzer                                        |
| Cilinderkop            | Gietijzer                                        | Gietijzer                                        |
| Klepopstelling         | inlaat 1 zijklep, uitlaat 1 kopklep              | inlaat 1 zijklep, uitlaat 1 kopklep              |
| Klepbediening          | inlaat klepstoter, uitlaat stoterstang/tuimelaar | inlaat klepstoter, uitlaat stoterstang/tuimelaar |
| Carburateur            | Amal 6/142 of Dell'Orto MCS 25                   | Amal 6/142 of Dell'Orto MCS 25                   |
| Ontsteking             | Bosch magneetontsteking                          | Bosch magneetontsteking                          |
| boring                 | 88 mm                                            | 88 mm                                            |
| slag                   | 82 mm                                            | 82 mm                                            |
| Cilinderinhoud         | 498,4 cc                                         | 498,4 cc                                         |
| Smeersysteem           | Dry-sump                                         | Dry-sump                                         |
| Compressieverhouding   | 4,6:1                                            | 4,6:1                                            |
| Max. Vermogen          | 13,2 pk bij 4.000 tpm                            | 13,2 pk bij 4.000 tpm                            |
| Topsnelheid            | ca. 105 km/h                                     | ca. 105 km/h                                     |
| Primaire aandrijving   | tandwielen                                       | tandwielen                                       |
| Koppeling              | meervoudige natte platenkoppeling                | meervoudige natte platenkoppeling                |
| Versnellingen          | 4 Voet- of handgeschakeld                        | 4 Voet- of handgeschakeld                        |
| Secundaire aandrijving | ketting                                          | ketting                                          |
| frame                  | Dubbel wiegframe                                 | Dubbel wiegframe                                 |
| Wielbasis              | 1400 mm                                          | Onbekend                                         |
| Vering vóór            | Girder met frictiedempers                        | Girder met frictiedempers                        |
| Vering achter          | Star                                             | Swingarm met frictiedempers                      |
| Wielen                 | 19" x 2½                                         | 19" x 2½                                         |
| Banden                 | Vóór 19" x 3.25, achter 19" 3.50                 | Vóór 19" x 3.25, achter 19" 3.50                 |
| Rem(men)               | Simplexrem vóór en achter                        | Simplexrem vóór en achter                        |
| Gewicht                | 147 kg                                           | ca. 160 kg                                       |
| Tankinhoud             | 12 Liter                                         | 12 Liter                                         |
| Voorganger             | Sport 15                                         | GT 16                                            |
| Opvolger               | Geen                                             | Astore                                           |